# 대전중원초등학교
대전중원초등학교는 대한민국 대전광역시 대덕구에 있는 공립 초등학교이다.

## 학교 연혁
- 1991. 04. 01 대전중원국민학교 설립인가
- 1991. 04. 06 대전중리국민학교에서 분리 개교
- 1993. 02. 17 제1회 졸업식(365명)
- 1996. 03. 01 대전중원초등학교로 교명 변경
- 2001. 06. 09 시지정 교실수업개선 시범학교 운영(2년)
- 2005. 03. 21 신관(16개 교실)준공
- 2006. 03. 01 시지정 교실수업개선 시범학교 운영(2년)
- 2007. 03. 30 체육관, 급식실 준공
- 2009. 03. 01 시지정 교육과정 정책연구학교 운영(2년)
- 2012. 03. 01 시지정 교원능력개발평가 연구학교 운영(1년)
- 2014. 02. 03 학교 창호 교체
- 2014. 02. 15 제22회 졸업식 135명(총 5,433명)
- 2014. 03. 01 29학급 편성(특수학급 1 포함)
- 2015. 02. 13 제23회 졸업식 97명(총 5530명)
- 2015. 03. 01 30학급 편성(특수학급 1 포함)

## 참고 자료
- 대전중원초등학교 - 한국교육학술정보원 학교알리미